# امیل آنقیو
امیل آنقیو (به فرانسوی: Émile Henriot) (زاده ۲ ژوئیه ۱۸۸۵ – درگذشته ۱ فوریه ۱۹۶۱) یک شیمی‌دان فرانسوی بود. او اولین کسی بود که به‌طور قطع نشان داد که پتاسیم و روبیدیم به‌طور طبیعی رادیواکتیو هستند. او از دانشجویان ماری کوری در دانشگاه سوربن بود.